# Massimo Moratti
Massimo Moratti (Bosco Chiesanuovam, 1945. május 16. –) egy olasz olajipari mágnás. Ő volt 2013 Szeptemberéig a Serie A-ban szereplő Internazionale-nak a tulajdonosa és elnöke, amikor is a klub tulajdonrészének 70%-át eladta egy indonéz üzletembernek Eric Thohir-nak.
Angelo Moratti fia, aki az 1960-as években Inter aranykora alatt a klub tulajdonosa és elnöke volt. Régóta Massimo álma volt, hogy az Inter újra azokban a magasságokba emelkedjen, amelyben apja elnöksége alatt volt.
Eddigi eredményei : 1 Bajnokok Ligája győzelem (2010), 1 UEFA-kupa győzelem (1998), 5 Scudetto (2006, 2007, 2008, 2009, 2010), 3 Coppa Italia (2005, 2006, 2010) és 2 Supercoppa Italiana (2005, 2006). 2005/6 Scudetto győzelme ellentmondásos, mivel később ítélték a klubnak az olasz futball-botrány miatt, de erről a klub nem tehetett. Mindazonáltal, az Inter azóta "önerőből" 2007-es Seria A szezon bajnoka lett, egy rekorddal - 17 egymást követő győzelemmel.
Morattit sokan kritizálták érdekes üzletpolitikája miatt a játékospiacon. Téli időszakban sosem erősített, kivétel a 2007/08-as szezont. A csapatnak szüksége volt új játékosra a középpályán a sok sérült miatt, így Maniche a portugál középpályás érkezett. Az utóbbi évek sikerei viszont igazolták üzletpolitikáját. Egyszer nyilatkozta: „Remélem én is megtalálom Helenio Herrera-mat, aki az Inter aranykorának és apjának nagy edzője”. 2008 nyarán, mikor kinevezte a csapat edzőjének José Mourinho-t, úgy nyilatkozott, megtalálta az ő Herrera-ját.
Családjából többen is az Inter vezetőségében töltenek be szerepet. Olajipari vállalata minden évben euró százmilliókban számolható nyereséget termel. Roman Abramovics után ő költött legtöbbet játékosokra.